# 글루타메이트 탈카르복실화효소
글루타메이트 탈탄산효소 또는 글루타민산 탈탄산효소 ( GAD )는 글루타메이트를 감마 아미노부티르산 (GABA)과 이산화탄소로 탈탄산시키는 촉매효소이다.CO
2 ). GAD는 피리독살인산 (PLP)을 보조 인자 로 사용한다. 반응은 다음과 같이 진행된다.
HOOC−CH
2−CH
2−CH(NH
2)−COOH  →  CO
2 + HOOC−CH
2−CH
2−CH
2NH
2
포유류에서 GAD는 분자량이 67kDa와 65kDa 인 두 가지 동형 (GAD 67 및 GAD 65 )으로 존재하며, 서로 다른 염색체에 있는 두 가지 다른 유전자 (인간의 경우 각각 2번 염색체 와 10번 염색체에 있는 GAD1 및 GAD2 유전자)에 의해 인코딩된다. GAD 67 및 GAD 65 는 GABA가 신경전달물질 로 사용되는 뇌에서 발현되며 췌장의 인슐린 생성 β 세포 에서도 종에 따라 다양한 비율로 발현된다. 이들 두 효소는 함께 포유류의 주요 생리적 GABA 공급을 유지한다. 그러나 장내 신경계, 뇌, 및 기타 곳에서 디아민 산화효소 와 알데히드 탈수소효소 1a1 의 작용에 의해 푸트레신에서 합성 될 수도 있다.
GAD 67 의 여러 절단된 전사본과 폴리펩타이드는 발달 중인 뇌에서 감지할 수 있지만 그 기능이 있는지 여부는 알려져 있지 않는다.
GAD의 두 동형은 모두 PLP, C 말단, N 말단 도메인의 세 가지 주요 도메인으로 구성된 동종이량체 구조이다. 이 효소의 PLP 결합 도메인은 I형 PLP 의존 전이효소 유사 폴드를 채택한다. 반응은 PLP와 Lys405 사이의 쉬프 염기 결합을 포함하는 표준 메커니즘을 통해 진행된다. PLP는 인접한 히스티딘 잔기와 염기 스태킹을 통해 고정되고, GABA는 카르복실기가 아르기닌과 염다리를 형성하고 글루타민과 수소 결합을 이루도록 위치한다.

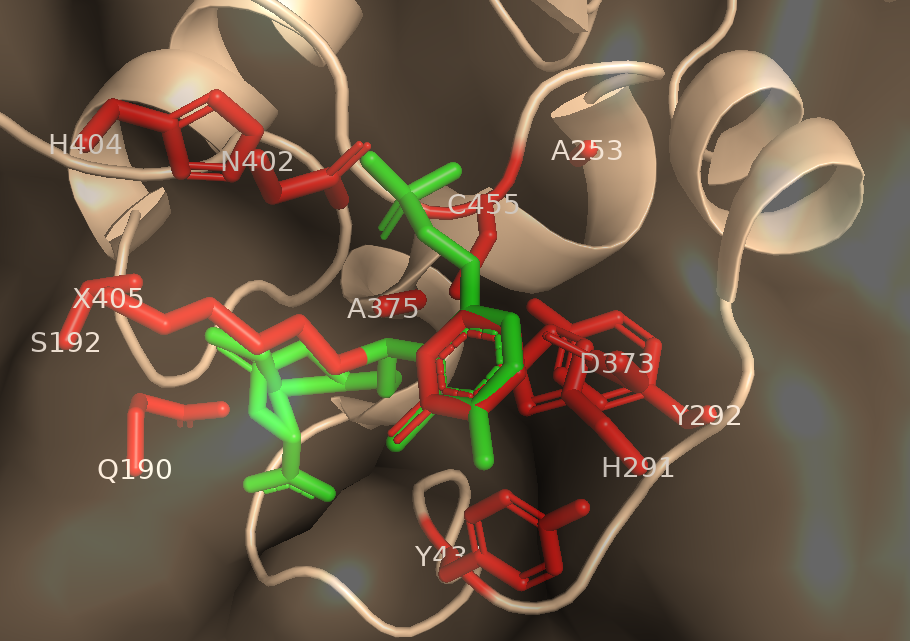
PLP-글루타메이트 복합체(녹색으로 표시)를 함유하는 GAD67 활성 부위, Lys405에 쉬프 염기 결합이 있음. 측사슬 잔류물은 빨간색으로 표시되어 있다.

활성 부위가 이 인터페이스에 있기 때문에 이량체화는 기능을 유지하는 데 필수적이며 2개 사슬 간의 최적 연결을 방해하는 돌연변이는 정신분열증과 같은 병리와 관련이 있다. 2-케토-4-펜테노산 (KPA) 및 에틸 케토펜테노에이트(EKP)와 같은 GAD 억제제에 의한 이량체화 간섭은 GABA 생성과 발작 발생의 극적인 감소로 이어지는 것으로도 나타났다.
촉매 활동은 다이머 인터페이스(GAD67의 잔기 432~442, GAD65의 잔기 423~433)의 짧고 유연한 루프를 통해 매개된다. GAD67에서 이 루프는 활성 부위를 덮고 GABA 생산을 유지하기 위한 촉매 환경을 제공하는 연결된 상태를 유지한다. GAD65에서의 이동성은 PLP 방출을 초래하는 부반응을 촉진하여 자동 비활성화를 초래한다. 이 루프의 형태는 C 말단 도메인과 밀접하게 연결되어 있으며 이는 또한 자동 비활성화 속도에 영향을 미친다. 또한 GABA 결합 GAD65는 본질적으로 더 유연하고 상태의 집합으로 존재하므로 1형 당뇨병에서 볼 수 있는 자가항원성에 대한 더 많은 기회를 제공한다. 대장균 에서 유래한 GAD는 pH에 따라 구조가 변화하는 등 추가적인 구조적 복잡성을 보인다. 이러한 행동은 산성 환경에서 6중체 단백질의 N 말단에 의해 형성된 삼중 나선형 묶음의 존재에 의해 정의된다.

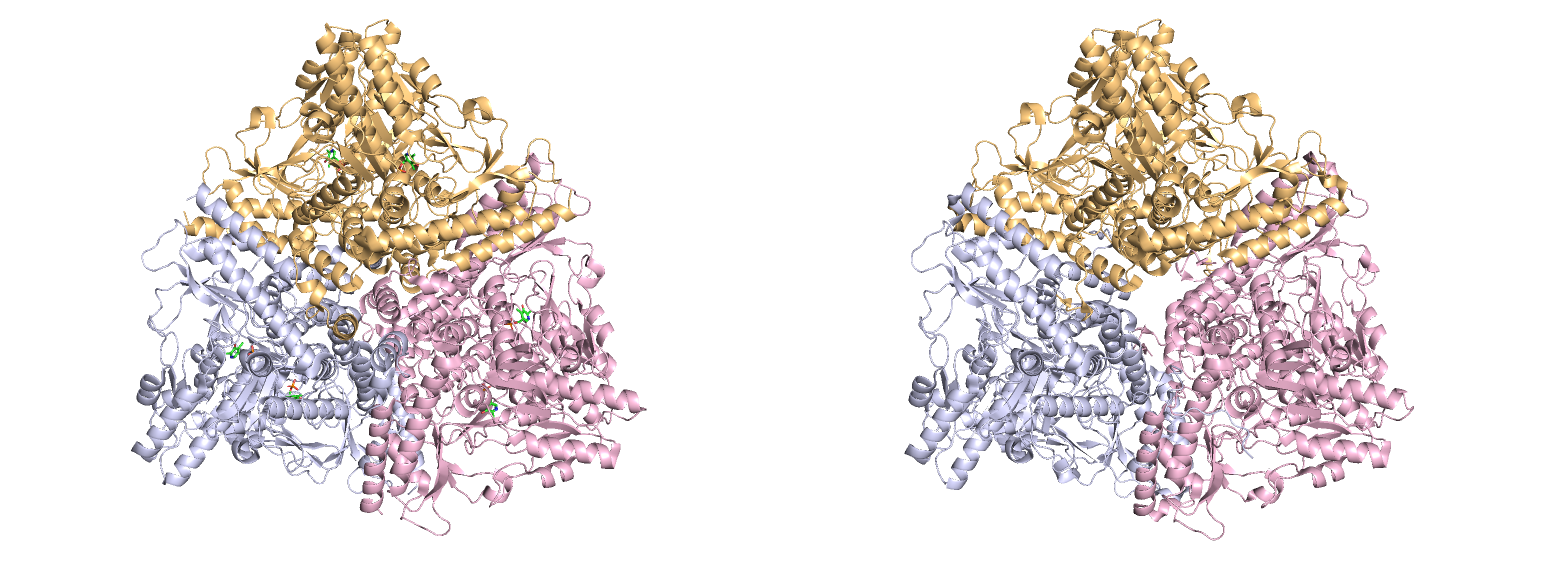
6량체 E. coli GAD 구형 전환: 낮은 pH(왼쪽), 중성 pH(오른쪽).

## GAD65 및 GAD67의 조절
두 유전자 사이에는 광범위한 서열 유사성이 있지만, GAD65와 GAD67은 인체 내에서 매우 다른 역할을 수행한다. 또한, 연구에 따르면 GAD65와 GAD67은 서로 다른 세포 메커니즘에 의해 조절된다고 한다.

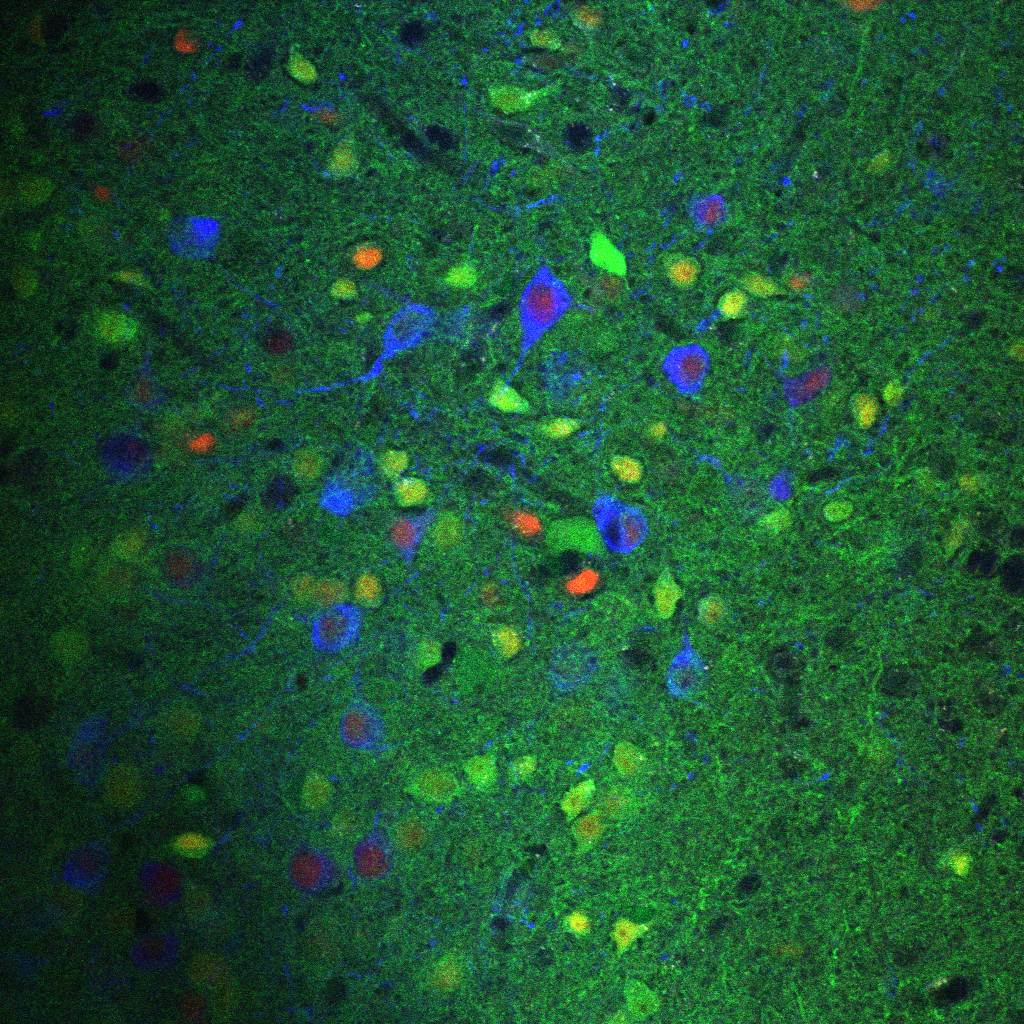
마우스 뇌의 배쪽 피개 부위에 있는 Gad65(빨간색), Gad67(녹색), 티로신 수산화효소(파란색)

GAD 65 와 GAD 67은 세포 내의 다른 위치, 다른 발달 시기에 GABA를 합성하며 기능적으로 다른 목적을 가지고 있다. GAD 67은 세포 전체에 고르게 퍼져 있는 반면 GAD 65는 신경 말단에 국한되어 있다. GAD 67은 신경 전달과 관련 없는 신경 세포 활동(예: 시냅스 생성 및 신경 손상으로부터의 보호)을 위해 GABA를 합성한다. 이 기능을 수행하려면 GABA가 널리 분포되어 있어야 한다. 그러나 GAD 65는 신경전달을 위해 GABA를 합성하므로 신경 말단과 시냅스에만 필요하다. 신경전달을 돕기 위해 GAD 65는 열충격 동족체 70(HSC 70 ), 시스테인 스트링 단백질(CSP) 및 소포 GABA 수송체 VGAT와 복합체를 형성한다. VGAT는 복합체로서 신경전달 동안 방출을 위해 GABA를 소포로 포장하는 데 도움이 된다. GAD 67은 초기 발달 중에 전사되는 반면 GAD 65는 생애 후반까지 전사되지 않는다. GAD 67 과 GAD 65 의 이러한 발달적 차이는 각 동형체의 기능적 특성을 반영한다. GAD 67은 정상적인 세포 기능을 위해 발달 전반에 걸쳐 필요한 반면, GAD 65는 시냅스 억제가 더 널리 퍼지는 발달의 약간 후반부까지 필요하지 않는다.
GAD 67 과 GAD 65 도 번역 후에 다르게 조절된다. GAD 65 와 GAD 67은 모두 동적 촉매 루프의 인산화를 통해 조절되지만 이들 동형체의 조절은 다르다. GAD 65는 인산화에 의해 활성화되는 반면 GAD 67은 인산화에 의해 억제된다. GAD67은 주로 활성화된 상태(~92%)로 발견되는 반면 GAD65는 주로 비활성화된 상태(~72%)로 발견된다. GAD 67 은 단백질 키나아제 A(PKA)에 의해 트레오닌 91에서 인산화되는 반면, GAD 65는 단백질 키나아제 C(PKC)에 의해 인산화되어 조절된다. GAD 67 과 GAD 65는 모두 피리독살 5'-인산 (PLP)에 의해 번역 후 조절된다. GAD는 PLP에 결합되면 활성화되고 PLP에 결합되지 않으면 비활성화된다. GAD 67 의 대부분은 주어진 시간에 PLP에 결합되는 반면, GAD 65는 신경전달에 GABA가 필요할 때 PLP에 결합한다. 이는 두 동형의 기능적 특성을 반영한다. GAD 67은 정상적인 세포 기능을 위해 항상 활성화되어야 하므로 PLP에 의해 지속적으로 활성화되는 반면, GAD 65는 GABA 신경 전달이 발생할 때만 활성화되어야 하므로 시냅스 환경에 따라 조절된다.
쥐를 대상으로 한 연구에서는 Gad67과 Gad65 사이에 기능적 차이가 있는 것으로 나타났다. GAD67−/− 마우스는 구개열을 가지고 태어나고 태어난 지 하루 만에 죽는 반면, GAD65−/− 마우스는 발작 경향이 약간 더 높은 채로 살아남는다. 또한, GAD65+/-는 인간의 주의력결핍 과잉행동장애 (ADHD)와 유사하게 정의된 증상을 보인다.

## 신경계의 역할
GAD67과 GAD65는 모두 인간 신경계 내의 모든 유형의 시냅스에 존재한다. 여기에는 수상돌기 시냅스, 축삭돌기 시냅스, 축삭돌기 시냅스가 포함된다. 예비 증거에 따르면 GAD65는 더 많은 위상적 변화를 겪는 시각 및 신경내분비계에서 우세한 것으로 나타났다. GAD67은 강직성으로 활성화된 뉴런에 더 많은 양으로 존재한다고 믿어진다.

## 병리학에서의 역할

### 자폐성
GAD65와 GAD67은 모두 자폐증의 경우 상당한 하향 조절을 경험한다. 자폐증 뇌와 대조군 뇌를 비교했을 때 GAD65와 GAD67은 자폐증 뇌의 두정엽과 소뇌 피질에서 평균 50%의 하향 조절을 경험했다. 소뇌 Purkinje 세포 도 40%의 하향 조절을 보고했는데, 이는 영향을 받은 소뇌 핵이 뇌의 고차원 운동 및 인지 영역으로의 출력을 방해할 수 있음을 시사한다.

### 당뇨병
GAD 67 과 GAD 65 는 나중에 1형 당뇨병 이나 잠복성 자가면역 당뇨병을 발병하는 사람들의 자가항체의 표적이다. 면역 내성을 유도하는 방식으로 GAD 65를 주입하면 설치류 모델에서 1형 당뇨병을 예방할 수 있는 것으로 나타났다. 임상 시험에서 GAD 65 주사는 1형 당뇨병 환자의 인슐린 생산을 30개월 동안 일부 보존하는 것으로 나타났다. Cochrane 체계적 고찰에서는 또한 GAD 65 로 치료한 지 5년 후 성인의 잠복성 자가면역 당뇨병 환자의 C-펩타이드 수치가 개선된 것을 보여주는 한 연구를 조사했다. 그럼에도 불구하고 이 검토에 포함될 수 있는 연구는 품질과 설계 측면에서 상당한 결함을 보였다는 점을 강조하는 것이 중요하다.

### 강직성 인격 증후군

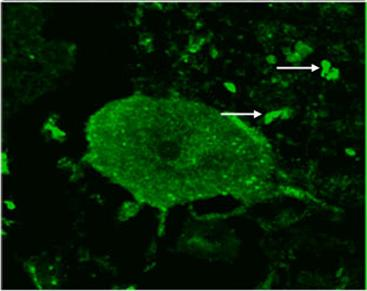
건강한 인간 소뇌를 기준 항-GAD65 단일클론 항체로 염색한 모습이다. 얇은 화살표는 항-GAD65 단일클론 항체로 염색된 시냅스 전 말단을 보여준다.

글루타민산 탈카르복실화효소(GAD)에 대한 높은 자가항체 역가는 강직인증후군 (SPS)과 관련하여 잘 알려져 있다. 글루탐산 탈탄산효소는 γ-아미노부티르산(GABA) 합성의 속도 제한 효소이며, GABA성 신경 세포의 기능 장애가 SPS의 발병 기전에 영향을 미치는 것으로 알려져 있다. GAD에 대한 자가항체는 원인 물질이거나 질병 표지자일 수 있다.

### 정신분열증과 양극성 장애
정신분열증과 양극성 장애 에서는 GAD mRNA 발현의 상당한 조절 장애 와 reelin의 다운레귤레이션이 관찰된다. GAD 67 의 가장 두드러진 다운레귤레이션은 두 질환 모두에서 해마 의 방향성 층과 해마의 다른 층 및 구조에서 다양한 정도로 발견되었다.
GAD 67 은 억제성 신경전달물질 GABA 합성에 관여하는 핵심 효소이며 정신분열증 환자는 건강한 대조군에 비해 전두엽 외측 피질 에서 GAD 67 의 발현량이 낮은 것으로 나타났다. 정신분열증 환자의 GAD 67 수치 감소의 근본 메커니즘은 아직 명확하지 않는다. 일부에서는 일반적으로 GAD 67 의 프로모터 영역에 결합하고 GAD 67 전사를 증가시키는 즉각 초기 유전자인 Zif268이 정신분열증 환자에서는 더 낮게 나타나 GAD 67 수치 감소에 기여한다고 제안했다. 배외측 전두엽 피질(DLPFC)이 작업 기억에 관여하고, GAD 67 과 Zif268 mRNA 수치가 정신분열증 환자의 DLPFC에서 낮기 때문에, 이러한 분자적 변화가 적어도 부분적으로는 이 질병과 관련된 작업 기억 장애를 설명할 수 있다.

### 파킨슨병
30~75세의 진행성, 레보도파 반응성 파킨슨병 환자의 시상하핵에 아데노 연관 바이러스 벡터를 통한 글루타민산 탈카르복실화효소 (GAD)의 양측 전달은 6개월 연구 기간 동안 기준선에 비해 상당한 개선을 가져왔다.

### 소뇌 질환
동물에게 GAD 자가항체를 소뇌 내에 투여하면 운동 뉴런의 흥분성이 증가하고 학습에 관여하는 분자인 일산화질소 (NO)의 생성이 감소한다. 에피토프 인식은 소뇌 관련성에 기여한다. GABA 수치가 감소하면 GABA 수용체 하위 유형의 억제가 낮아져 글루타메이트 수치가 증가한다. 더 높은 글루타메이트 수치는 미세아교세포를 활성화하고 xc(-)의 활성화는 세포외 글루타메이트 방출을 증가시킨다.

### 신경병성 통증
좌골신경의 말초신경 손상 ( 신경병성 통증 모델)은 척수 등쪽 뿔의 GAD 65 면역반응성 말단의 일시적인 손실을 유도하며 통증 행동의 발달 및 완화에 대한 이러한 변화의 잠재적인 관련성을 시사한다.

## 기타 항GAD 관련 신경계 질환
글루타민산 탈탄산효소(GAD)에 대한 항체는 운동실조, 경직 및 근간 대 경련을 동반한 진행성 뇌척수염(PERM), 변연계 뇌염 및 간질과 같은 중추신경계(CNS) 기능 장애를 나타내는 다른 증상이 있는 환자에서 점점 더 많이 발견된다 . 간질의 항-GAD 항체 패턴은 1형 당뇨병 및 강직증후군과 다르다.

## 다른 유기체에서 글루타메이트 탈카르복실화효소의 역할
GABA 합성 외에도 GAD는 생물체에 따라 달라지는 추가적인 기능과 구조적 변이를 가지고 있다. Saccharomyces cerevisiae 에서 GAD는 Ca 2+ 조절 단백질인 칼모듈린 (CaM)에 결합하며 산화 스트레스에 대한 반응에도 관여한다. 마찬가지로 식물의 GAD는 칼모듈린에도 결합한다. 이 상호작용은 C 말단의 30-50bp CAM 결합 도메인(CaMBD)에서 발생하며 GABA 생산의 적절한 조절에 필요하다. 척추동물 및 무척추동물과는 달리, GAD가 생성하는 GABA는 식물에서 CaM을 통해 세포 내 Ca 2+ 수준을 조절하여 비생물적 스트레스를 신호로 전달하는 데 사용된다. CaM과 결합하면 Ca 2+ 채널이 열리고 세포질의 Ca 2+ 농도가 증가하여 Ca 2+가 2차 전달물질로 작용하고 하류 경로를 활성화할 수 있다. GAD가 CaM에 결합되지 않으면 CaMBD는 자가 억제 도메인으로 작용하여 스트레스가 없는 경우 GAD를 비활성화한다. 흥미로운 점은 벼와 사과라는 두 식물 종에서 Ca2+/CAM 독립 GAD 동형이 발견되었다는 것이다. 이들 동형체의 C-말단에는 CaMBD의 CaM과 상호작용하는 데 필요한 주요 잔류물에 치환이 포함되어 있어 단백질이 GAD에 결합하는 것을 방지한다. 벼의 동형체의 CaMBD는 여전히 자가 억제 도메인으로 기능하는 반면 사과의 동형체의 C 말단은 그렇지 않는다. 마지막으로, 식물 GAD의 구조는 육중체이며 pH에 따라 활성이 달라지며 다양한 종에서 최적 pH는 5.8이다. 그러나 CaM이 존재하는 pH 7.3에서도 상당한 활동이 나타났다
또한 글루타메이트 탈카르복실화효소를 조절하면 감귤류 수확 후 품질을 향상시킬 수 있을 것으로 믿어진다. 감귤류 식물의 경우, 글루타메이트 탈카르복실화효소가 시트르산 대사에 중요한 역할을 한다는 것이 연구 결과에서 드러났다. 글루타메이트 탈탄산효소의 직접 노출을 통한 증가로 인해 식물 내 시트르산 수치가 상당히 증가하는 것으로 나타났으며, 수확 후 품질 유지가 상당히 개선되었고 부패율이 감소했다.
식물의 GAD와 마찬가지로 대장균 의 GAD는 육합체 구조를 가지고 있으며 산성 pH에서 더 활성이 높다. 대장균 GAD의 최적 pH는 3.8~4.6이다. 그러나 식물과 효모와는 달리 대장균 의 GAD는 기능하기 위해 칼모듈린 결합을 필요로 하지 않는다. E. coli 에는 별도의 유전자에 의해 인코딩된 GadA와 GadB라는 두 가지 GAD 동형이 있다. 두 동형 모두 생화학적으로 동일하다. 효소는 산성 저항성을 부여하는 데 중요한 역할을 하며 박테리아가 위와 같은 고산성 환경(pH < 2.5)에서 일시적으로 생존할 수 있도록 한다. 이는 GAD가 글루탐산을 GABA로 탈탄산화하여 이루어지는데, 이때 반응물로서 H+가 흡수되어야 하며 박테리아 내부의 pH가 높아진다. GABA는 대장균 세포 밖으로 수출되어 인근 세포외 환경의 pH를 증가시키는 데 기여할 수 있다.

## 참고문헌
1. ↑  “Two genes encode distinct glutamate decarboxylases”. 《Neuron》 7 (1): 91–100. July 1991. doi:10.1016/0896-6273(91)90077-D. PMID 2069816.
2. 1 2  “Structural characterization of the mechanism through which human glutamic acid decarboxylase auto-activates”. 《Bioscience Reports》 33 (1): 137–44. January 2013. doi:10.1042/BSR20120111. PMC 3546353. PMID 23126365.
3. ↑  “Differential expression of GAD65 and GAD67 in human, rat, and mouse pancreatic islets”. 《Diabetes》 42 (12): 1799–808. December 1993. doi:10.2337/diab.42.12.1799. PMID 8243826.
4. 1 2  “GABA in the Mammalian Enteric Nervous System”. 《News in Physiological Sciences》 15 (6): 284–290. December 2000. doi:10.1152/physiologyonline.2000.15.6.284. PMID 11390928.
5. ↑  “Putrescine as an important source of GABA in the postnatal rat subventricular zone”. 《Neuroscience》 146 (2): 489–93. May 2007. doi:10.1016/j.neuroscience.2007.01.062. PMID 17395389.
6. 1 2  “Aldehyde dehydrogenase 1a1 mediates a GABA synthesis pathway in midbrain dopaminergic neurons” (PDF). 《Science》 350 (6256): 102–6. October 2015. Bibcode:2015Sci...350..102K. doi:10.1126/science.aac4690. PMC 4725325. PMID 26430123.
7. ↑  “Distinct protein forms are produced from alternatively spliced bicistronic glutamic acid decarboxylase mRNAs during development”. 《Molecular and Cellular Biology》 14 (11): 7535–45. November 1994. doi:10.1128/mcb.14.11.7535. PMC 359290. PMID 7935469.
8. 1 2  “Inhibition of brain glutamate decarboxylase by 2-keto-4-pentenoic acid, a metabolite of allylglycine”. 《J Neurochem》 32 (3): 907–13. Mar 1979. doi:10.1111/j.1471-4159.1979.tb04574.x. PMID 430066.
9. ↑  “A novel homozygous mutation in GAD1 gene described in a schizophrenic patient impairs activity and dimerization of GAD67 enzyme”. 《Sci Rep》 8 (1): 15470. Oct 2018. Bibcode:2018NatSR...815470M. doi:10.1038/s41598-018-33924-8. PMC 6195539. PMID 30341396.
10. ↑  “Exome sequencing in schizophrenic patients with high levels of homozygosity identifies novel and extremely rare mutations in the GABA/glutamatergic pathways”. 《PLOS ONE》 12 (8): e0182778. Aug 2017. Bibcode:2017PLoSO..1282778G. doi:10.1371/journal.pone.0182778. PMC 5546675. PMID 28787007.
11. ↑  “Inhibition of glutamate decarboxylase (GAD) by ethyl ketopentenoate (EKP) induces treatment-resistant epileptic seizures in zebrafish”. 《Sci Rep》 7 (1): 7195. Aug 2017. Bibcode:2017NatSR...7.7195Z. doi:10.1038/s41598-017-06294-w. PMC 5543107. PMID 28775328.
12. 1 2  “GABA production by glutamic acid decarboxylase is regulated by a dynamic catalytic loop”. 《Nature Structural & Molecular Biology》 14 (4): 280–6. April 2007. doi:10.1038/nsmb1228. PMID 17384644.
13. ↑  “Structural characterization of the mechanism through which human glutamic acid decarboxylase auto-activates”. 《Biosci Rep》 33 (1): 137–44. Jan 2013. doi:10.1042/BSR20120111. PMC 3546353. PMID 23126365.
14. ↑  “Cofactor-dependent conformational heterogeneity of GAD65 and its role in autoimmunity and neurotransmitter homeostasis”. 《Proc Natl Acad Sci U S A》 111 (25): E2524-9. Jun 2019. doi:10.1073/pnas.1403182111. PMC 4078817. PMID 24927554.
15. ↑  “The clinical significance of an autoimmune response against glutamic acid decarboxylase”. 《Nat Med》 2 (2): 148–53. Feb 1996. doi:10.1038/nm0296-148. PMID 8574952.
16. 1 2 3  “Crystal structure and functional analysis of Escherichia coli glutamate decarboxylase”. 《EMBO J》 22 (16): 4027–37. Aug 2003. doi:10.1093/emboj/cdg403. PMC 175793. PMID 12912902.
17. 1 2 3 4 5 6  “Uniqueness and redundancy in GABA production”. 《Perspectives on Developmental Neurobiology》 5 (2–3): 109–18. 1998. PMID 9777629.
18. 1 2 3  “Two isoforms of glutamate decarboxylase: why?”. 《Trends in Pharmacological Sciences》 19 (12): 500–5. December 1998. doi:10.1016/s0165-6147(98)01270-x. PMID 9871412.
19. ↑  “Two forms of the gamma-aminobutyric acid synthetic enzyme glutamate decarboxylase have distinct intraneuronal distributions and cofactor interactions”. 《Journal of Neurochemistry》 56 (2): 720–3. February 1991. doi:10.1111/j.1471-4159.1991.tb08211.x. PMC 8194030. PMID 1988566.
20. ↑  “Compartmentalization of GABA synthesis by GAD67 differs between pancreatic beta cells and neurons”. 《PLOS ONE》 10 (2): e0117130. 2015. Bibcode:2015PLoSO..1017130K. doi:10.1371/journal.pone.0117130. PMC 4315522. PMID 25647668.
21. ↑  “Demonstration of functional coupling between gamma -aminobutyric acid (GABA) synthesis and vesicular GABA transport into synaptic vesicles”. 《Proceedings of the National Academy of Sciences of the United States of America》 100 (7): 4293–8. April 2003. Bibcode:2003PNAS..100.4293J. doi:10.1073/pnas.0730698100. PMC 153086. PMID 12634427.
22. ↑  “Protein phosphorylation of human brain glutamic acid decarboxylase (GAD)65 and GAD67 and its physiological implications”. 《Biochemistry》 43 (20): 6182–9. May 2004. doi:10.1021/bi0496992. PMID 15147202.
23. 1 2 3  “Kinetic differences between the isoforms of glutamate decarboxylase: implications for the regulation of GABA synthesis”. 《Journal of Neurochemistry》 86 (4): 879–87. August 2003. doi:10.1046/j.1471-4159.2003.01910.x. PMID 12887686.
24. ↑  “Enzymatic and structural aspects on glutamate decarboxylase.”. 《Journal of Molecular Catalysis B: Enzymatic》 10 (1–3): 67–79. October 2000. doi:10.1016/S1381-1177(00)00114-4.
25. ↑  “Different distributions of GAD65 and GAD67 mRNAs suggest that the two glutamate decarboxylases play distinctive functional roles”. 《Journal of Neuroscience Research》 34 (6): 689–706. April 1993. doi:10.1002/jnr.490340612. PMID 8315667.
26. ↑  “Glutamic acid decarboxylase 65 and 67 kDa proteins are reduced in autistic parietal and cerebellar cortices”. 《Biological Psychiatry》 (영어) 52 (8): 805–10. October 2002. doi:10.1016/S0006-3223(02)01430-0. PMID 12372652.
27. ↑  “Identification of the 64K autoantigen in insulin-dependent diabetes as the GABA-synthesizing enzyme glutamic acid decarboxylase”. 《Nature》 347 (6289): 151–6. September 1990. Bibcode:1990Natur.347..151B. doi:10.1038/347151a0. PMID 1697648.
28. ↑  “Autoimmunity to two forms of glutamate decarboxylase in insulin-dependent diabetes mellitus”. 《The Journal of Clinical Investigation》 89 (1): 283–92. January 1992. doi:10.1172/JCI115573. PMC 442846. PMID 1370298.
29. ↑  “Immune response to glutamic acid decarboxylase correlates with insulitis in non-obese diabetic mice”. 《Nature》 366 (6450): 72–5. November 1993. Bibcode:1993Natur.366...72T. doi:10.1038/366072a0. PMID 8232539.
30. ↑  “Spontaneous loss of T-cell tolerance to glutamic acid decarboxylase in murine insulin-dependent diabetes”. 《Nature》 366 (6450): 69–72. November 1993. Bibcode:1993Natur.366...69K. doi:10.1038/366069a0. PMC 8216222. PMID 7694152.
31. ↑  “Modulating autoimmune responses to GAD inhibits disease progression and prolongs islet graft survival in diabetes-prone mice”. 《Nature Medicine》 2 (12): 1348–53. December 1996. doi:10.1038/nm1296-1348. PMID 8946834.
32. ↑  “GAD treatment and insulin secretion in recent-onset type 1 diabetes”. 《The New England Journal of Medicine》 359 (18): 1909–20. October 2008. doi:10.1056/NEJMoa0804328. PMID 18843118.
33. ↑  “Diamyd announces completion of type 1 diabetes vaccine trial with long term efficacy demonstrated at 30 months”. 《Press Release》. Diamyd Medical AB. 2008년 1월 28일. 2010년 1월 13일에 확인함.
34. ↑  Brophy, Sinead; Davies, Helen; Mannan, Sopna; Brunt, Huw; Williams, Rhys (2011년 9월 7일). “Interventions for latent autoimmune diabetes (LADA) in adults”. 《Cochrane Database of Systematic Reviews》 2011 (9): CD006165. doi:10.1002/14651858.cd006165.pub3. ISSN 1465-1858. PMC 6486159. PMID 21901702.
35. ↑  “High-dose intravenous immune globulin for stiff-person syndrome”. 《The New England Journal of Medicine》 345 (26): 1870–6. December 2001. doi:10.1056/NEJMoa01167. PMID 11756577.
36. ↑  “Neuronal surface and glutamic acid decarboxylase autoantibodies in Nonparaneoplastic stiff person syndrome”. 《JAMA Neurology》 70 (9): 1140–9. September 2013. doi:10.1001/jamaneurol.2013.3499. PMC 6055982. PMID 23877118.
37. ↑  Guidotti, Alessandro; Auta, James; Davis, John M.; Gerevini, Valeria DiGiorgi; Dwivedi, Yogesh; Grayson, Dennis R.; Impagnatiello, Francesco; Pandey, Ghanshyam; Pesold, Christine (2000). “Decrease in reelin and glutamic acid decarboxylase67 (GAD67) expression in schizophrenia and bipolar disorder: a postmortem brain study”. 《Archives of General Psychiatry》 57 (11): 1061–1069. doi:10.1001/archpsyc.57.11.1061. PMID 11074872.
38. ↑  Akbarian, Schahram; Huang, Hsien-Sung (2006). “Molecular and cellular mechanisms of altered GAD1/GAD67 expression in schizophrenia and related disorders”. 《Brain Research Reviews》 52 (2): 293–304. doi:10.1016/j.brainresrev.2006.04.001. PMID 16759710.
39. ↑  “Regulation of the GABA cell phenotype in hippocampus of schizophrenics and bipolars”. 《Proceedings of the National Academy of Sciences of the United States of America》 104 (24): 10164–9. June 2007. Bibcode:2007PNAS..10410164B. doi:10.1073/pnas.0703806104. PMC 1888575. PMID 17553960.
40. 1 2  “Lower expression of glutamic acid decarboxylase 67 in the prefrontal cortex in schizophrenia: contribution of altered regulation by Zif268”. 《The American Journal of Psychiatry》 171 (9): 969–78. September 2014. doi:10.1176/appi.ajp.2014.14010004. PMC 4376371. PMID 24874453.
41. ↑  Georgiev, Danko; Yoshihara, Toru; Kawabata, Rika; Matsubara, Takurou; Tsubomoto, Makoto; Minabe, Yoshio; Lewis, David A.; Hashimoto, Takanori (2016). “Cortical gene expression after a conditional knockout of 67 kDa glutamic acid decarboxylase in parvalbumin neurons”. 《Schizophrenia Bulletin》 42 (4): 992–1002. doi:10.1093/schbul/sbw022. PMC 4903066. PMID 26980143.
42. ↑  “AAV2-GAD gene therapy for advanced Parkinson's disease: a double-blind, sham-surgery controlled, randomised trial”. 《The Lancet. Neurology》 10 (4): 309–19. April 2011. doi:10.1016/S1474-4422(11)70039-4. PMID 21419704.
43. ↑  “Respective implications of glutamate decarboxylase antibodies in stiff person syndrome and cerebellar ataxia”. 《Orphanet Journal of Rare Diseases》 6 (3): 3. February 2011. doi:10.1186/1750-1172-6-3. PMC 3042903. PMID 21294897.
44. ↑  “Pathogenic Roles of Glutamic Acid Decarboxylase 65 Autoantibodies in Cerebellar Ataxias”. 《Journal of Immunology Research》 2017: 2913297. 2017년 3월 12일. doi:10.1155/2017/2913297. PMC 5366212. PMID 28386570.
45. ↑  “Spatial and temporal pattern of changes in the number of GAD65-immunoreactive inhibitory terminals in the rat superficial dorsal horn following peripheral nerve injury”. 《Molecular Pain》 10 (1): 1744-8069-10-57. September 2014. doi:10.1186/1744-8069-10-57. PMC 4164746. PMID 25189404.
46. ↑  “Stiff Person syndrome and other anti-GAD-associated neurologic disorders”. 《Seminars in Neurology》 32 (5): 544–9. November 2012. doi:10.1055/s-0033-1334477. PMID 23677666.
47. ↑  “GAD65 autoantibody characteristics in patients with co-occurring type 1 diabetes and epilepsy may help identify underlying epilepsy etiologies”. 《Orphanet Journal of Rare Diseases》 13 (1): 55. April 2018. doi:10.1186/s13023-018-0787-5. PMC 5892043. PMID 29636076.
48. ↑  “Expression of a glutamate decarboxylase homologue is required for normal oxidative stress tolerance in Saccharomyces cerevisiae”. 《J Biol Chem》 276 (1): 244–50. Jan 2001. doi:10.1074/jbc.M007103200. PMID 11031268.
49. ↑  “Calmodulin binding to glutamate decarboxylase is required for regulation of glutamate and GABA metabolism and normal development in plants”. 《EMBO J》 15 (12): 2988–96. Jun 1996. doi:10.1002/j.1460-2075.1996.tb00662.x. PMC 450240. PMID 8670800.
50. 1 2 3  “A plant glutamate decarboxylase containing a calmodulin binding domain. Cloning, sequence, and functional analysis”. 《J Biol Chem》 268 (26): 19610–7. Sep 1993. doi:10.1016/S0021-9258(19)36560-3. PMID 8366104.
51. 1 2  “Rice (Oryza sativa) contains a novel isoform of glutamate decarboxylase that lacks an authentic calmodulin-binding domain at the C-terminus”. 《Biochim Biophys Acta》 1522 (3): 143–50. Dec 2001. doi:10.1016/s0167-4781(01)00324-4. PMID 11779628.
52. 1 2  “Calmodulin-dependent and calmodulin-independent glutamate decarboxylases in apple fruit”. 《BMC Plant Biol》 144 (13): 144. Sep 2013. Bibcode:2013BMCPB..13..144T. doi:10.1186/1471-2229-13-144. PMC 3849887. PMID 24074460.
53. ↑  “Two isoforms of glutamate decarboxylase in Arabidopsis are regulated by calcium/calmodulin and differ in organ distribution”. 《Plant Mol Biol》 37 (6): 967–75. Aug 1998. doi:10.1023/a:1006047623263. PMID 9700069.
54. ↑  “Exogenous γ-aminobutyric acid treatment affects citrate and amino acid accumulation to improve fruit quality and storage performance of postharvest citrus fruit”. 《Food Chemistry》 216: 138–45. February 2017. doi:10.1016/j.foodchem.2016.08.024. PMID 27596402.
55. ↑  “Escherichia coli has two homologous glutamate decarboxylase genes that map to distinct loci”. 《J Bacteriol》 174 (18): 5820–6. Sep 1992. doi:10.1128/jb.174.18.5820-5826.1992. PMC 207112. PMID 1522060.
56. ↑  “Isolation, overexpression, and biochemical characterization of the two isoforms of glutamic acid decarboxylase from Escherichia coli”. 《Protein Expr Purif》 8 (4): 430–8. Dec 1996. doi:10.1006/prep.1996.0121. PMID 8954890.
57. ↑  “Comparative analysis of extreme acid survival in Salmonella typhimurium, Shigella flexneri, and Escherichia coli”. 《J Bacteriol》 177 (14): 4097–104. Jul 1995. doi:10.1128/jb.177.14.4097-4104.1995. PMC 177142. PMID 7608084.